# 성십자가 교회

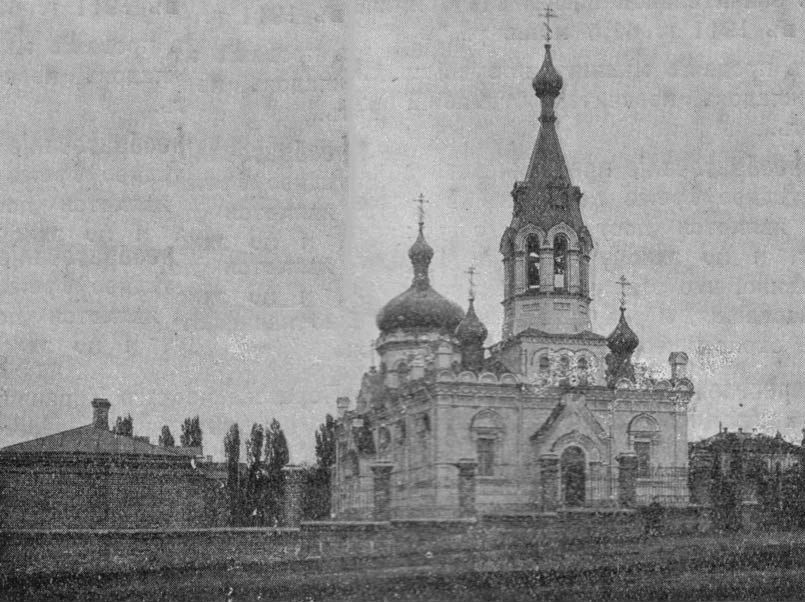
성십자가 교회

성십자가 교회(우크라이나어: Хрестовоздвиженський собор)는 우크라이나 드니프로에 존재했던 동방 정교회 교회당이다.
성십자가 교회는 1901년 건축가 표도르 미하일로비치 베르츠비츠키가 소속되어 있던 건설위원회가 승인한 군사 교회의 표준 설계에 따라 건립되었다. 러시아 제국에서는 1917년까지 적어도 60개의 교회가 건립되었다.
1885년에는 예카테리노슬라프(현재의 우크라이나 드니프로)에 주둔하고 있던 제133심페로폴 보병연대에서 복무하고 있던 400명의 병사들을 위해 벽돌로 늘어선 작은 목조 교회인 성십자가 교회가 건립되었다. 예카테리노슬라프에서 군 복무를 한 우크라이나 출신의 기독교 성직자인 바실리 흐리산토비치 이그나텐코는 1892년부터 1913년까지 성십자가 교회의 사제를 역임했다.
성십자가 교회 바깥쪽은 돌로 만든 받침대와 철창에 둘러싸여 있었으며 교회 안쪽에는 수비대 묘지와 작은 예배당이 설치되었다. 당시 예카테리노슬라프에서 근무하고 있던 우크라이나의 상징주의 화가인 예핌 미하일로프가 성십자가 교회의 미술 장식을 맡았다. 이 기록은 1988년 미국에서 출간된 예핌 미하일로프의 작품 앨범에 게재된 예핌 미하일로프의 아내인 류보프 미하일로바의 회고록에 등장한다.
성십자가 교회는 소련 시기 국가무신론에 입각한 종교시설 파괴로 철거되었고 1930년에는 아브라모비치 광장이 건축물 건설 연구소로 이전되었다. 연구소 건립 과정은 도시 남서쪽에서 시작되었고 교회가 있던 자리에는 스포츠 시설이 건립되었다. 1960년대에는 새로운 스포츠 시설과 체육 문화 시설이 준공되었다.